# Macaduma subfoliacea
Macaduma subfoliacea är en fjärilsart som beskrevs av Rothschild 1916. Macaduma subfoliacea ingår i släktet Macaduma och familjen björnspinnare. Inga underarter finns listade i Catalogue of Life.